# 布呂爾巴赫河 (特斯河支流)
47°27′41″N 8°44′52″E / 47.46125°N 8.74785°E

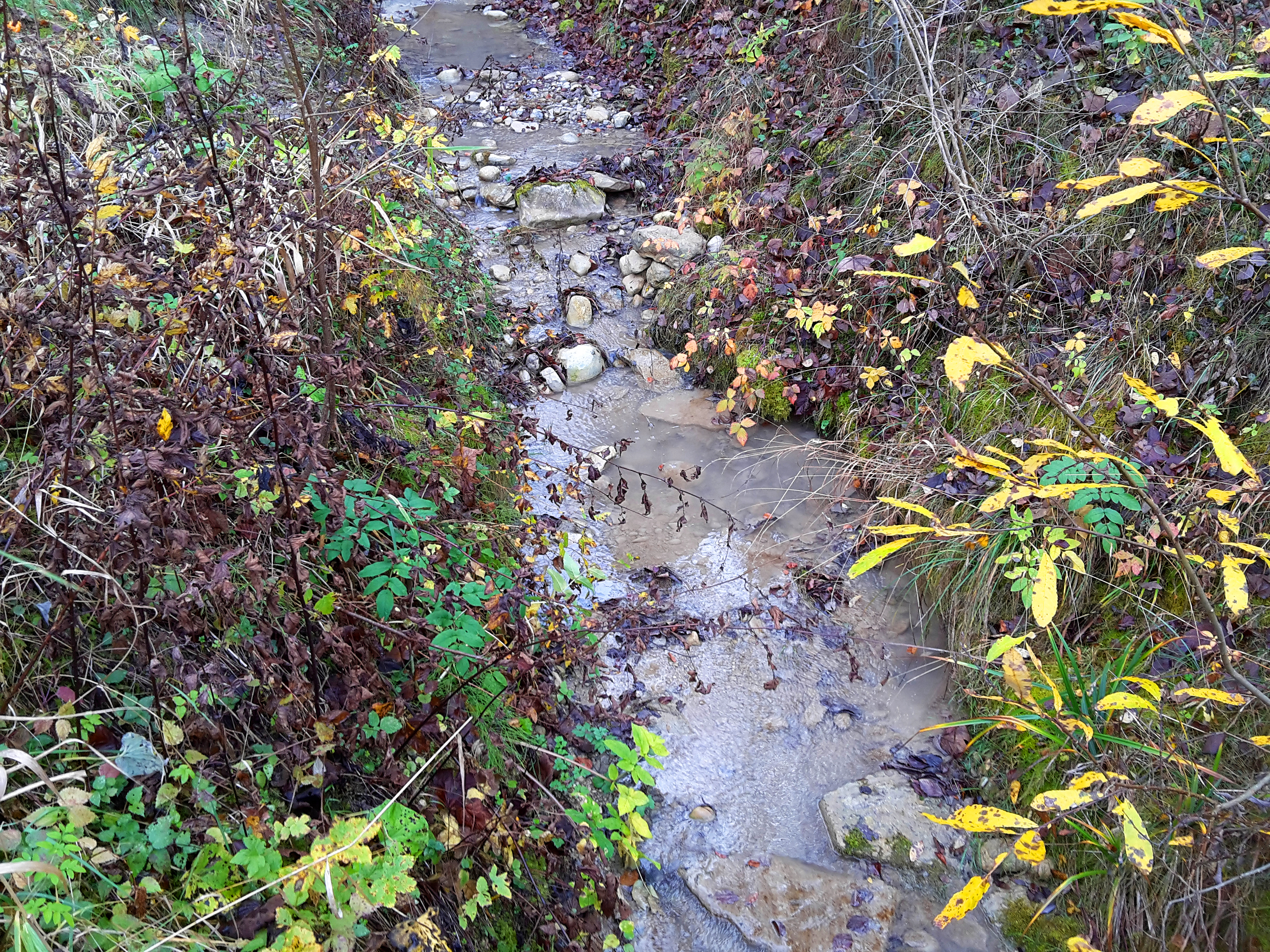

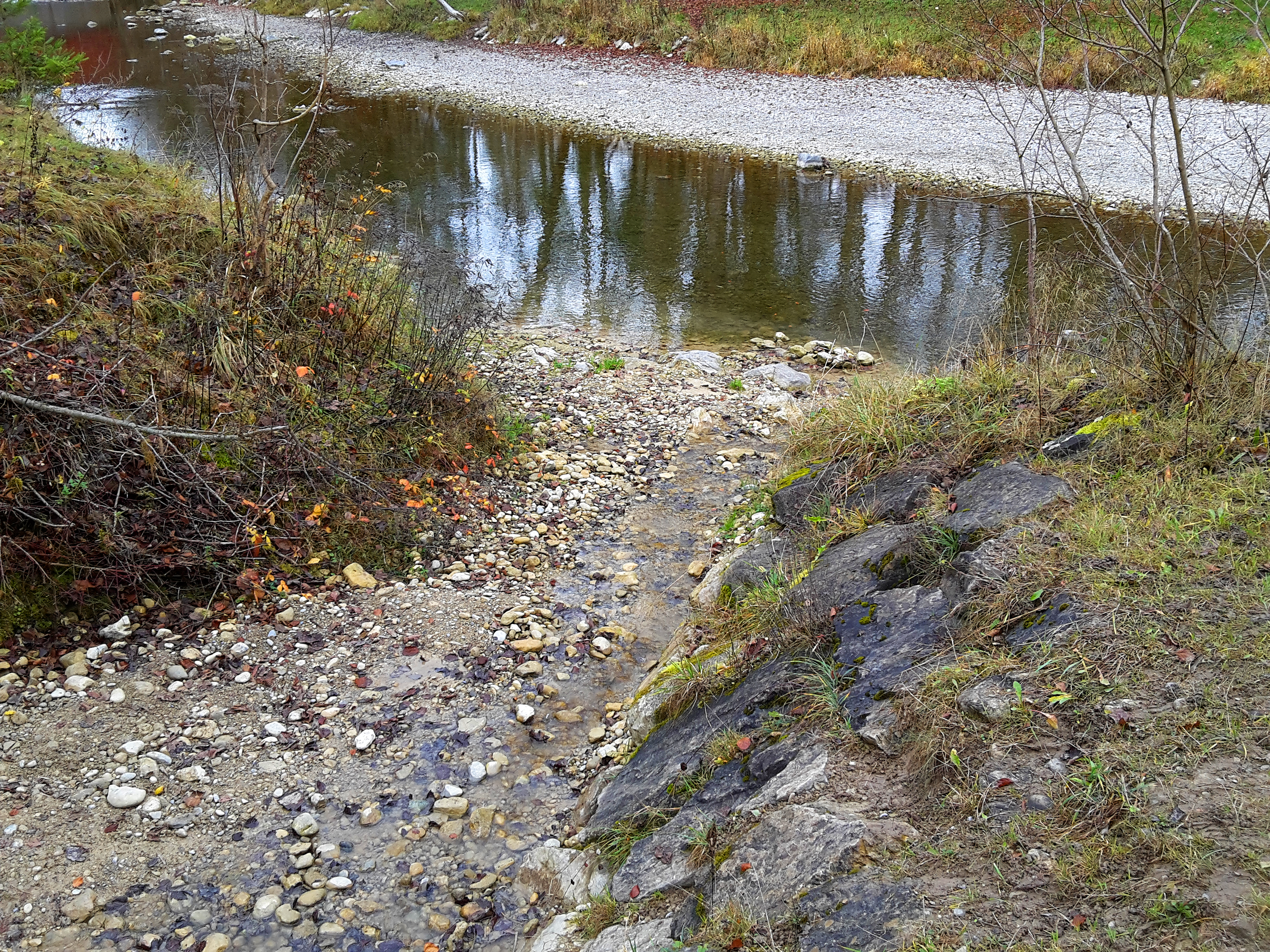

布呂爾巴赫河是瑞士的河流，位於該國北部，流經蘇黎世州，屬於特斯河的左支流，河道全長1.4公里，流域面積1.2平方公里，發源自基堡東南面。